# 沃佳內 (丘胡伊夫區)
49°47′16″N 36°20′57″E / 49.78778°N 36.34917°E
沃佳內（烏克蘭語：Водяне）是位於烏克蘭東部的村莊，由哈爾科夫州丘胡伊夫区的茲米伊夫市鎮負責管轄。該村始建於1640年，面積0.48平方公里，海拔高度113米，2001年人口304，人口密度每平方公里630.7人。